# Hahnia maginii
Hahnia maginii är en spindelart som beskrevs av Brignoli 1977. Hahnia maginii ingår i släktet Hahnia och familjen panflöjtsspindlar. Inga underarter finns listade i Catalogue of Life.